# Bicyclo(1.1.1)pentan
Bicyclo[1.1.1]pentan ist eine organische chemische Verbindung und das einfachste Mitglied aus der Gruppe der verbrückten bicyclischen Verbindungen.

## Gewinnung und Darstellung
Bicyclo[1.1.1]pentan wurde 1964 zuerst von Kenneth B. Wiberg, Daniel S. Connor und Gary M. Lampman durch die Reaktion von 3-Brommethylcyclobutylbromid mit Lithium hergestellt. Später wurde es auch durch die Photolyse von Bicyclo[2.1.1]hexan-2-on und 1,4-Pentadien gewonnen.

## Eigenschaften

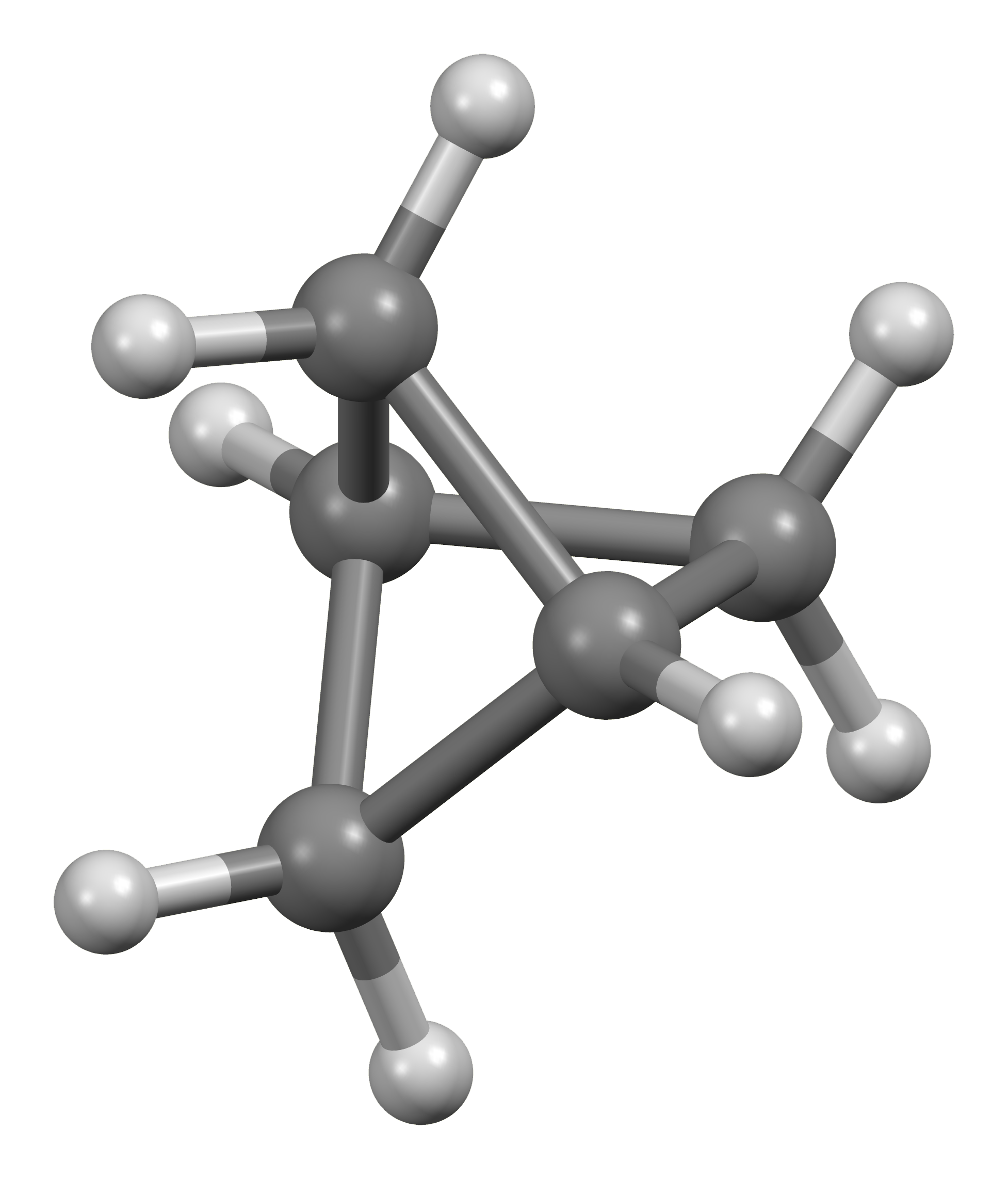
Stäbchenmodell von Bicyclo[1.1.1]pentan

Bicyclo[1.1.1]pentan ist eine Flüssigkeit und zersetzt sich bei Temperaturen von etwa 300 °C in 1,4-Pentadien. Im gasförmigen Zustand liegen die Cyclobutanringe im Molekül um 120° versetzt vor.

## Verwendung
Bicyclo[1.1.1]pentan wurde von Kenneth B. Wiberg und Frederick H. Walker zur Herstellung von [1.1.1]Propellan verwendet.

## Externe Links zu erwähnten Verbindungen
1. ↑  Externe Identifikatoren von bzw. Datenbank-Links zu 3-Brommethylcyclobutylbromid:  CAS-Nr.: 10555-43-8, EG-Nr.: 966-071-3, ECHA-InfoCard: 100.396.511, PubChem: 119096226, ChemSpider: 61677589, Wikidata: Q133868066.
2. ↑  Externe Identifikatoren von bzw. Datenbank-Links zu Bicyclo[2.1.1]hexan-2-on:  CAS-Nr.: 5164-64-7, EG-Nr.: 877-860-6, ECHA-InfoCard: 100.351.731, PubChem: 11480401, ChemSpider: 9655221, Wikidata: Q82293937.
3. ↑  Externe Identifikatoren von bzw. Datenbank-Links zu [1.1.1]Propellan:  CAS-Nr.: 35634-10-7, PubChem: 142022, ChemSpider: 125285, Wikidata: Q4545828.